# Sonata per pianoforte n. 24 (Beethoven)
La sonata per pianoforte n. 24, Op. 78, nacque nel 1809. Deve il nome alla destinataria della dedica, Therese von Brunswick, sua allieva insieme alla sorella Josephine. Verso di lei Beethoven non ebbe sentimenti più grandi della semplice stima intellettuale e della "sororale tenerezza" (secondo quanto scritto da lei stessa nei suoi diari); tuttavia per molto tempo si credette che la destinataria delle famose lettere scritte dal musicista alla Immortale Amata fosse proprio lei.

## Struttura
1. Adagio cantabile - Allegro non troppo
2. Allegro vivace

L'opera si apre con una dolcissima introduzione (Adagio cantabile) che non crea contrasti con il successivo Allegro, scritto nella tonalità di Fa# maggiore. L'intera sonata è pervasa da un senso di serenità e da un'elevata espressività; si tratta di un lavoro «profondamente personale», come disse Richard Wagner dopo averla ascoltata a Venezia (interpretata da Joseph Rubinstein in tale occasione). Lo stesso Beethoven la tenne in gran considerazione, definendola migliore della celebre sonata al Chiaro di Luna.
Tuttavia in passato trovò molti pareri negativi, tra cui il compositore Vincent d'Indy, che la giudicò un «campionario di passi pianistici privi di interesse che sembra scritto in vista di una particolare virtuosità», oltre che l'opera più insignificante di tutta la «seconda epoca» creatrice di Beethoven. A differenza di Wagner, il giudizio non era basato tanto sulle caratteristiche musicali, quanto per il fatto che non coincideva con alcuni momenti della vita dell'autore; difatti lo stesso d'Indy affermò: «Quale artista, quale uomo dotato semplicemente di senso artistico potrà ammettere che la sola opera dedicata alla contessa di Brunswick, l'insipida Sonata in fa diesis maggiore, possa essere stata indirizzata alla stessa destinataria di quelle appassionate lettere che tutto il mondo ha letto?»

## Analisi del Primo movimento
Il Primo movimento della sonata ha come metro due quarti subito cambiato in quattro quarti (tempo ordinario) nella tonalità di base di fa diesis maggiore. L'indicazione agogica (o tempo) indicata è “Adagio cantabile” seguito da “Allegro ma non troppo”. La struttura formale è quella della forma-sonata anche se "tecnicamente" è una "Fantasia", quasi una "Rapsodia". Possiamo individuare le tre sezioni fondamentali della forma-sonata in questo modo: introduzione (misure 1 - 4), esposizione (misure 5 - 41), sviluppo (misure 42 - 59) e ripresa (misure 59 - 109). 

L'esposizione è introdotta da 4 battute ("Adagio cantabile"), sulla tonica (fa diesis), che alcuni commentatori considerano "un frammento di un movimento lento indipendente". È una melodia che non ritornerà più.[batt. 1-4]
Il tema principale è esposto nella tonica (misure 5 - 9), con il previsto appoggio sulla settima di dominante (do # maggiore settima) nella parte centrale, per poi chiudere sulla tonica. [batt. 5 -9]
A misura 9 dovrebbe seguire la classica "codetta del tema"; in realtà troviamo altre due frasi (misure 9 - 12 e misure 13 - 17) nelle quali la linea melodica sembra improvvisata e dove l'inizio di una frase "richiama il profilo della precedente, o per dissolverlo in un leggero arabesco, o per espanderlo verso un'espressione più intensa". Siamo di fronte ad un procedimento innovativo e più fluido nel trattare la melodia. [batt. 9 - 17]
A misura 17 inizia il "Ponte modulante" o la sezione di transizione verso il secondo tema. Si tratta di un movimento di semicrome che nelle battute finali modula verso la dominante (do #), tonalità nella quale viene presentato il secondo tema. Beethoven, invece di usare il "V del V del V" (ossia do # magg. <= sol # magg. <= re # magg.), impiega la settima di dominante sul la maggiore (sol con doppio diesis) per risolvere sul sol # (dominante della dominante do # maggiore). Il secondo tema (da misura 29 a misura 33), formato da due brevi frasi di terzine, è soffuso di lirismo e determina e completa l'ambiente sonoro iniziato con l'introduzione. [batt. 27-31]
Chiude la codetta dell'esposizione. Nelle misure finali di questa parte una doppia cadenza dalla settima di dominante di dominante (sol # maggiore settima) alla settima di dominante (do # maggiore settima) prepara il ritorno del tema principale alla tonica (do # maggiore) previsto dall'indicazione di ritornello.

Lo sviluppo è molto breve e per lo più si appoggia al modo minore: re diesis minore a misura 50, do diesis minore a misura 52, si maggiore a misura 55. La nota si viene mantenuta fino all'accordo conclusivo dello sviluppo sul do diesis maggiore formando così il classico accordo di settima di dominante di fa diesis maggiore (la tonica) per far rientrare il tema principale nella ripresa a battuta 59.

La ripresa, dopo il tema principale (misure 59 -63), propone subito una rielaborazione della prima frase della codetta (misure 63 - 68) e della seconda frase (misure 69 - 78). L'armonia prima si ferma sul mi maggiore (misura 67) per poi "approdare alla sottodominante si" all'inizio del ponte modulante (misura 78).
La sezione di transizione "ponte modulante" (misure 78 - 90) prepara il ritorno del secondo tema (ora alla tonica da misura 90 a misura 93) con una cadenza finale sulla settima di dominante (do diesis maggiore settima a misura 89). Segue a chiusura del movimento la coda finale (misure 94 - 109) nella quale ad un disegno scorrevole della mano sinistra (quartine di semicrome) si contrappone frammenti del tema principale alla mano destra alla tonica (fa diesis maggiore). Questa seconda parte, sviluppo compreso, deve essere ripetuto in quanto Beethoven ha messo il segno di ritornello.

### Schema riassuntivo
| Parte        | Sezione                     | Grado                                              | Tonalità                                   | Battute:da-a |
| ------------ | --------------------------- | -------------------------------------------------- | ------------------------------------------ | ------------ |
| Introduzione |                             | I (tonica)                                         | fa diesis maggiore                         | 1 - 4        |
| Esposizione  | Tema principale             | I (tonica)                                         | fa diesis maggiore                         | 5 - 9        |
| Esposizione  | Prima frase della codetta   | I (tonica)                                         | fa diesis maggiore                         | 9 - 12       |
| Esposizione  | Seconda frase della codetta | I (tonica)                                         | fa diesis maggiore                         | 13 - 16      |
| Esposizione  | Ponte modulante             | I (tonica) => II (sopratonica) => V (dominante)    | fa # magg. => sol # magg. 7a => do # magg. | 17 -29       |
| Esposizione  | Secondo tema                | V (dominante)                                      | do # magg.                                 | 29 - 33      |
| Esposizione  | Codetta dell'esposizione    | => V (dominante)                                   | => do # magg. 7a                           | 33 - 41      |
| Sviluppo     |                             | => V (dominante)                                   | => do # magg. 7a                           | 42 - 59      |
| Ripresa      | Tema principale             | I (tonica)                                         | fa diesis maggiore                         | 59 - 63      |
| Ripresa      | Prima frase della codetta   | => VII (sensibile = sottodom. di sottodom.)        | => mi maggiore                             | 63 - 68      |
| Ripresa      | Seconda frase della codetta | => IV (sottodominante)                             | => si maggiore                             | 69 - 78      |
| Ripresa      | Ponte modulante             | IV (sottodominante) => V (dominante) => I (tonica) | si magg. => do # magg. 7a => fa # magg.    | 78 - 90      |
| Ripresa      | Secondo tema                | I (tonica)                                         | fa # magg.                                 | 90 - 93      |
| Ripresa      | Coda finale                 | I (tonica)                                         | fa # magg.                                 | 94 - 109     |

## Analisi del Secondo movimento
Il Secondo movimento della sonata ha come metro due quarti nella tonalità di base di fa diesis maggiore. L'indicazione agogica (o tempo) indicata è “Allegro vivace”. La struttura formale è quella di un eccentrico rondò.

Viene subito presentato il Tema principale (misure 1 - 12) nella tonalità d'impianto anche se l'accordo di base non compare mai (viene raggiunta a misura 10). Il tema inizia con un accordo di sesta aumentata (re naturale - si diesis) che si risolve sull'accordo di dominante (do diesis maggiore) e prosegue con 6 frasi di 2 battute a carattere spasmodico. Questo carattere è ottenuto dalle pause di chiusura di ogni frase: una croma seguita da due pause di un ottavo a misura 2; una semiminima con una pausa di un quarto a misura 4, semiminima seguita da una pausa di un ottavo a misura 6; ecc.[batt. 1-12]
Un secondo tema  alla tonica appare a battuta 12. Il carattere di questo secondo tema è completamente diverso da quello del primo. Se il primo contiene degli elementi drammatici adatti ad un intenso ulteriore sviluppo, il secondo procede in modo serrato e leggero, quasi modernamente nervoso a motivo delle vivaci semicrome accentate per due.[batt. 12-15]
La fine di questo tema è caratterizzata da un movimento armonico verso la dominante (do diesis maggiore) per preparare la fase successiva. Da misura 22 a misura 32 un primo episodio basato sulla dominante è costruito sulle copie di sedicesimi alternate fra le due mani "a mo' di antifona".[batt. 21-25]
Ritorna il primo tema alla tonica (misure 32 - 43) e il secondo tema, sempre alla tonica, (misure 43 - 51). Quest'ultimo tema nella parte finale modula verso la dominante del sesto grado: la diesis maggiore (misura 51) essendo il sesto grado re diesis maggiore. Appare a questo punto un terzo tema derivato dal primo episodio formato da figurazioni con alternanza tra re diesis minore e minore (relativo minore della tonica) e improvvisi fortissimo e piano.[batt. 55-61]
Il terzo tema si chiude con un accordo di sol settima maggiore. Quest'ultimo accordo prepara l'entrata del 'secondo episodio (derivato dal primo) che si presenta come una digressione sulla settima di dominante di do diesis maggiore (= sol diesis maggiore settima). Si ripresentano quindi il tema principale (misure 89 - 100) e il terzo episodio (misure 100 - 110) simile al primo; il terzo tema (misure 110 - 133) ora con l'armonia della tonica (fa diesis maggiore) e con una cadenza finale sull'accordo di settima di dominante di sol maggiore (re maggiore settima). Ritorna l'episodio intermedio ora come digressione sulla settima di dominante di sol maggiore. 

Preparato dalla successione accordale (misure 150 - 151) settima di dominante di sol maggiore (re maggiore settima) - dominante (do diesis maggiore) - tonica (fa diesis maggiore) riappare (misure 150 - 161), alla tonica, per l'ultima volta il tema principale. Sull'ultima figurazione del tema (battuta 11) Beethoven costruisce la coda che porta a due corone (una breve cadenza: fa diesis maggiore - do diesis maggiore settima) e alle ultime sei battute cadenzali per chiudere definitivamente sulla tonica (fa diesis maggiore).
| Parte                 | Grado                                           | Tonalità                       | Battute:da-a |
| --------------------- | ----------------------------------------------- | ------------------------------ | ------------ |
| Tema principale       | V (dominante) => I (tonica)                     | do # magg. => fa # magg.       | 1 - 12       |
| Secondo tema          | I (tonica) => V (dominante)                     | fa # magg. => do # magg.       | 12 - 22      |
| Primo episodio        | V (dominante)                                   | do # magg.                     | 22 - 32      |
| Tema principale       | I (tonica)                                      | fa # magg.                     | 32 - 43      |
| Secondo tema          | I (tonica) => dominante del VI (sopradominante) | fa # magg. => la # magg.       | 43 - 51      |
| Terzo tema            | VI (sopradominante maggiore/minore)             | re # magg./minore              | 51 - 74      |
| Secondo episodio      | 7a di V (settima di dominante)                  | sol # magg. settima            | 74 - 89      |
| Tema principale       | IV (sottodominante)                             | si magg.                       | 89 - 100     |
| Terzo episodio        | IV (sottodominante)                             | si magg.                       | 100 - 110    |
| Terzo tema            | I (tonica) => 7a di dominante di sol maggiore   | fa # magg. => re magg. settima | 110 -133     |
| Quarto episodio       | 7a di dominante di sol maggiore                 | re magg. settima.              | 133 - 150    |
| Tema principale       | I (tonica)                                      | fa # magg.                     | 150 - 161    |
| Coda e cadenze finali | I (tonica)                                      | fa # magg.                     | 162 - 182    |